# Антигва и Барбуда на Светском првенству у атлетици на отвореном 2013.
Антигва и Барбуда је учествовала на Светском првенству у атлетици на отвореном 2013. одржаном у Москви од 10. до 18. августа четрнаести пут, односно учествовала је на свим првенствима до данас. Репрезентацију Антигве и Барбуде представљао је један такмичар који се такмичио у трци на 100 метара.
На овом првенству Антигва и Барбуда није освојила ниједну медаљу, нити је постигнут неки рекорд.

## Резултати

### Мушкарци
| Атлетичар     | Дисциплина | Лични рекорд      | Квалификације | Квалификације | Група    | Група    | Полуфинале           | Полуфинале           | Финале               | Финале  | Детаљи                                   |
| Атлетичар     | Дисциплина | Лични рекорд      | Резултат      | Место         | Резултат | Место    | Резултат             | Место                | Резултат             | Место   | Детаљи                                   |
| ------------- | ---------- | ----------------- | ------------- | ------------- | -------- | -------- | -------------------- | -------------------- | -------------------- | ------- | ---------------------------------------- |
| Данијел Бејли | 100 м      | 9,91 (-0,2 м/с)НР | 10,51         | 1. у гр 1 КВ  | 10,45    | 6 у гр 6 | Није се квалификовао | Није се квалификовао | Није се квалификовао | 40 / 74 | Архивирано на веб-сајту (6. јануар 2014) |